# Stephen Mailagi
Stephen Louis Mauotekena Mailagi (* 8. September 2001 in Mata Utu) ist ein französischer Leichtathlet aus Wallis und Futuna, der im Kugelstoßen und im Diskuswurf an den Start geht.

## Sportliche Laufbahn
Erste internationale Erfahrungen sammelte Stephen Mailagi im Jahr 2019, als er bei den Pazifikspielen in Apia mit einer Weite von 50,03 m die Goldmedaille im Diskuswurf für Wallis und Futuna und belegte im Kugelstoßen mit 15,48 m den fünften Platz. 2022 gelangte er bei den U23-Mittelmeer-Meisterschaften in Pescara mit 17,56 m auf den sechsten Platz und im Jahr darauf gewann er bei den U23-Mittelmeer-Hallenmeisterschaften in Valencia mit 17,96 m die Bronzemedaille hinter dem Spanier Miguel Gómez und Riccardo Ferrara aus Italien. Im Juli wurde er dann bei den U23-Europameisterschaften in Espoo mit 18,67 m Siebter.
2023 wurde Mailagi französischer Hallenmeister im Kugelstoßen.

## Persönliche Bestweiten
- Kugelstoßen: 18,86 m, 25. Februar 2023 in Salon-de-Provence
  - Kugelstoßen (Halle): 19,07 m, 18. Februar 2023 in Aubière
- Diskuswurf: 50,53 m, 20. Februar 2022 in Salon-de-Provence